# Atelier Hermann Haller
Das Atelier Hermann Haller ist ein Museum in Zürich, das dem Bildhauer Hermann Haller (1880–1950) gewidmet ist. Das Atelier wird von der Dienstabteilung Kultur der Stadt Zürich geleitet.

## Lage und Gebäude
Das Atelier Hermann Haller befindet sich an der Höschgasse im Zürcher Seefeld in unmittelbarer Nähe zum Pavillon Le Corbusier.

## Geschichte
Das Atelier Hermann Haller wurde 1932 erbaut. Haller galt in den 1920er Jahren als bedeutendster Plastiker der Schweiz. Als sein altes Atelier am Zeltweg (in der Nähe des Kunsthauses) abgerissen werden sollte, unterstützte ihn die Stadt Zürich. Sie stellte ihm für sein neues Atelier eine kleine Parzelle im Seefeld im Baurecht zur Verfügung. Dies geschah auch, um zu verhindern, dass Haller nach dem Abriss seines alten Ateliers Zürich verlassen würde.
Hermann Haller entwarf das Atelier-Gebäude selber und wurde bei der Umsetzung unterstützt von Hermann Herter, Zürcher Stadtbaumeister und Vertreter des «Neuen Bauens». Das Atelier wurde zu Hallers Lebzeiten in den 1930er und 1940er Jahren zu einem Treffpunkt der Zürcher Kunstszene.
Ab 1954 organisierte Hallers Witwe Hedwig Haller-Braus (1900–1989) Ausstellungen im Atelier. 1982 wurden die Sammlung der (ca. 1000) Werke Hallers und das Atelier von der Erbengemeinschaft der Stadt Zürich geschenkt. Damit verbunden war die Auflage, dass das Gebäude erhalten und weiterhin als Ausstellungsort für Hallers Werke dienen soll.

## Ausstellungen
Jedes Jahr im Sommer werden im Atelier Hermann Haller Kunstwerke zeitgenössischer Künstlerinnen und Künstler gemeinsam mit Werken Hallers ausgestellt.
- 2013: Katharina Sallenbach zu Gast im Atelier Hermann Haller[3]
- 2014: Hans Bach zu Gast im Atelier Hermann Haller[4]
- 2015: Esther Kempf zu Gast im Atelier Hermann Haller[5]
- 2016: Rico Scagliola & Michael Meier zu Gast im Atelier Hermann Haller[6]
- 2017: Bewegte Körper[7]
- 2018: Sculptresses[8]
- 2019: CATWALK[9]
- 2020: Wenn du geredet hättest[10]
- 2021: Zitronen und Zement[11]
- 2022: Abstrakt gedacht[12]